# Wendy Boglioli
Wendy Lou Boglioli, vor Heirat 1975 Wendy Lou Lansbach, (* 6. März 1955 in Merrill, Wisconsin) ist eine ehemalige Schwimmerin aus den Vereinigten Staaten, die 1976 Olympiasiegerin mit der 4-mal-100-Meter-Freistilstaffel wurde.

## Leben
Wendy Boglioli siegte 1976 bei den Meisterschaften der Amateur Athletic Union über 100 Meter Schmetterling. Bei den US-Trials war sie außerdem Vierte über 100 Meter Freistil.
Boglioli trat bei den Olympischen Spielen 1976 in Montreal in drei Disziplinen an. Die 4-mal-100-Meter-Lagenstaffel der Vereinigten Staaten qualifizierte sich in der Besetzung Linda Jezek, Laurie Siering, LeLei Fonoimoana und Wendy Boglioli als viertschnellste Staffel der Vorläufe für das Finale. Im Finale gewann die Staffel aus der DDR vor der US-Staffel mit Linda Jezek, Lauri Siering, Camille Wright und Shirley Babashoff. Die nur im Vorlauf eingesetzten Schwimmerinnen erhielten nach den damals gültigen Regeln keine Medaille. Über 100 Meter Schmetterling siegte Kornelia Ender vor Andrea Pollack, beide aus der DDR. Dahinter gewann Wendy Boglioli die Bronzemedaille vor Camille Wright. Die 4-mal-100-Meter-Freistilstaffel qualifizierte sich in der Besetzung Gillian Sterkel, Wendy Boglioli, Jennifer Hooker und Kim Peyton mit der drittbesten Vorlaufzeit für das Finale. Im Endlauf schwammen Kim Peyton, Wendy Boglioli, Gillian Sterkel und Shirley Babashoff in der Weltrekordzeit von 3:44,82 Minuten zur Goldmedaille vor den Staffeln aus der DDR und aus Kanada. Es war die einzige Goldmedaille für die Schwimmerinnen aus den Vereinigten Staaten bei diesen Olympischen Spielen. Der Weltrekord wurde zwei Jahre später bei den Schwimmweltmeisterschaften 1978 in West-Berlin von der Staffel der Vereinigten Staaten unterboten.
Wendy Boglioli schwamm für den Central Jersey Aquatic Club. Sie graduierte an der Monmouth University.
2024 wurde die 4-mal-100-Meter-Freistilstaffel von 1976 mit Shirley Babashoff, Wendy Boglioli, Kim Peyton und Gillian Sterkel gemeinsam in die International Swimming Hall of Fame aufgenommen.